# Fusanus spatulatus
Fusanus spatulatus är en insektsart som beskrevs av Rauno E. Linnavuori 1959. Fusanus spatulatus ingår i släktet Fusanus och familjen dvärgstritar. Inga underarter finns listade i Catalogue of Life.